# Vătava (gmina)
Vătava – gmina w Rumunii, w okręgu Marusza. Obejmuje miejscowości Dumbrava, Râpa de Jos i Vătava. W 2011 roku liczyła 1987 mieszkańców.